# Abierto Internacional Ciudad de Cancun 2009
L'Abierto Internacional Ciudad de Cancun 2009 è stato un torneo professionistico di tennis maschile giocato sulla terra verde, che faceva parte dell'ATP Challenger Tour 2009. Si è giocato a Cancun in Messico dal 16 al 22 novembre 2009.

## Partecipanti

### Teste di serie
| Nazionalità | Giocatore             | Ranking* | Testa di serie |
| ----------- | --------------------- | -------- | -------------- |
| Portogallo  | Rui Machado           | 118      | 1              |
| Slovenia    | Blaž Kavčič           | 121      | 2              |
| Spagna      | Pere Riba             | 127      | 3              |
| Cile        | Nicolás Massú         | 134      | 4              |
| Slovenia    | Grega Žemlja          | 154      | 5              |
| Messico     | Santiago González     | 166      | 6              |
| Austria     | Andreas Haider-Maurer | 181      | 7              |
| Monaco      | Benjamin Balleret     | 214      | 8              |

- Ranking al 9 novembre 2009.

### Altri partecipanti
Giocatori che hanno ricevuto una wild card:
- Jordan Cox
- Daniel Garza
- Tigre Hank
- Bruno Rodríguez

Giocatori passati dalle qualificazioni:
- Adrien Bossel
- Philippe Frayssinoux
- Eric Nunez
- Greg Ouellette
- Pedro Sousa (Lucky loser)

## Campioni

### Singolare
Nicolás Massú ha battuto in finale  Grega Žemlja, 6–3, 7–5

### Doppio
Andre Begemann /  Leonardo Tavares hanno battuto in finale  Greg Ouellette /  Adil Shamasdin, 6–1, 6(6)–7, [10–8]